# Casey Calvert
Pour les articles homonymes, voir Casey et Calvert.
Casey Calvert, née le 17 mars 1990 à Baltimore dans le Maryland, est une actrice américaine de films pornographiques, ayant remporté plusieurs récompenses pour être grandement impliquée dans l'industrie du porno.

## Biographie

### Enfance et adolescence
Casey a grandi à Gainesville, en Floride. Elle a été élevée dans le judaïsme Massorti et fréquentait les synagogues tous les samedis avant sa Bar Mitzvah, dès lors que sa famille décida de se réformer pour ne les fréquenter que pendant les jours fériés.
En 2012, elle reçoit une Mention Honorifique de l'Université de Floride en obtenant son bac universitaire scientifique, où elle s'est spécialisée dans la production cinématographique ainsi qu'en zoologie et en anthropologie,,.

### Carrière
Lorsqu'elle était au lycée, Casey a commencé à travailler en tant que modèle fétichiste et artistique.

### Vie privée
Casey Calvert s'identifie comme féministe,,. Elle est actuellement l'épouse du réalisateur Eli Cross.

## Récompenses
- 2015 XBIZ Award - Unsung Siren.
- 2017 AVN Award - Best Group Sex Scene pour Orgy Masters 8, partagé avec Keisha Grey, Katrina Jade, Jojo Kiss, Goldie Rush, Lexington Steele, Prince Yahshua et Rico Strong.

## Filmographie sélective
- 2012 : Stuffin Young Muffins 9
- 2013 : Anal Intrusion 1
- 2013 : Teach Me 3
- 2014 : Girls Kissing Girls 14
- 2014 : Road Queen 28
- 2014 : Lesbian Adventures: Wet Panties Trib 6, White Cotton Panties
- 2014 : Lesbian Adventures: Older Women, Younger Girls 4
- 2015 : Lesbian Adventures: Older Women, Younger Girls 8
- 2015 : Anal Acrobats 9
- 2016 : Belladonna: Fetish Fanatic 20
- 2016 : Gangbang Her Little White Thang 18
- 2017 : Girls Kissing Girls 20
- 2017 : Lesbian Adventures: Older Women, Younger Girls 11
- 2018 : Strap-on Anal 3